# Libro sagrado

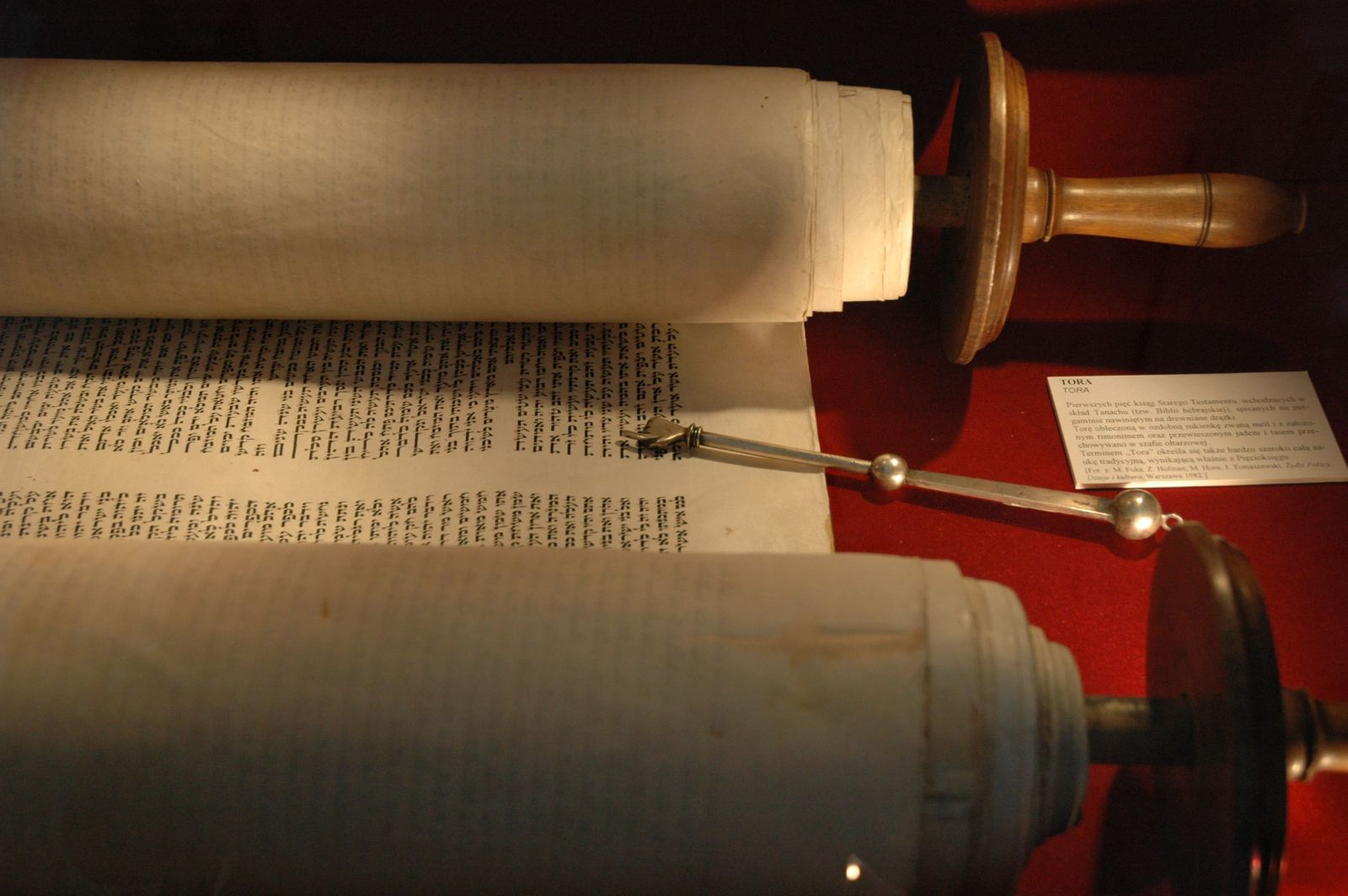
Rollo de la Torá abierto para su lectura durante servicio litúrgico en una sinagoga. El puntero de plata es para seguir el texto durante la lectura del texto en hebreo, que es de derecha a izquierda.

Con la expresión «libro sagrado» o «sagrada escritura», en singular o plural, se hace referencia tanto a la forma de escritura (entendible como una particular técnica de escribir ―especialmente la jeroglífica, que etimológicamente significa eso, ya que proviene del griego hierós (‘sagrado’) y glyphós (‘escrito‘)― o bien como un particular género literario como a cada uno de los libros sagrados. En la mayor parte de la bibliografía se utiliza esa expresión particularmente para designar a la Biblia (el conjunto de libros o textos sagrados del cristianismo).
Los libros sagrados tienen diferentes formas de presentación (rollo, códice, un único libro, varios tomos, recopilación), antigüedad y grado de santidad atribuido por los creyentes de sus religiones. Muchas de tales escrituras existieron originalmente como mitos de tradición oral memorizados y transmitidos de generación en generación antes de ser escritas y pasar a ser escritura, lo que aumentó significativamente su prestigio. En casi todas las religiones persisten distintas formas de recitado o de cantar todo o parte de los libros sagrados, en voz alta o mentalmente, como forma de oración o en distintos rituales.
En las religiones monoteístas (denominadas también religiones abrahámicas o religiones del libro), el Tanaj es el texto sagrado del judaísmo; la Biblia (compuesta por el Antiguo Testamento y el Nuevo Testamento) es el del cristianismo; y el Corán es el del islamismo. Entre las religiones orientales, las escrituras sagradas del hinduismo son los cuatro Vedas y los Upanishad, entre otros.
Aunque las civilizaciones antiguas copiaban textos a mano desde sus inicios (Libro de los Muertos del antiguo Egipto, por ejemplo), la primera escritura impresa para distribución masiva fue el Sutra del diamante en el año 868 (Cánones del budismo); mientras que la Biblia de Gutenberg lo fue en 1455.

## Características
Se cree que tienen un origen o bien totalmente divino o bien de inspiración divina. En algunas religiones, como el cristianismo, los fieles usan títulos como la Palabra de Dios para indicar las Sagradas escrituras. En otras, como en el budismo, estos escritos a menudo comienzan con la invocación «así lo he oído» (sánscrito: एवं मया श्रुतम् Evam mayā śrutam) para indicar que este trabajo se considera enseñanza directa del Buda Śākyamuni.
La mayoría de las religiones promulgan normas que definen los límites de los textos sagrados y que controlan o impiden cambios y adiciones. Las traducciones de textos deben recibir la aprobación oficial, pero el idioma original en el que se compiló el texto sagrado a menudo tiene una preeminencia absoluta.
Los libros sagrados funcionan también como «aparatos de citas», conjuntos de conocimiento que se tiene por verdadero que son capaces de describir el mundo a sus creyentes de forma coherente y totalizante.